# 마리안 레예프스키

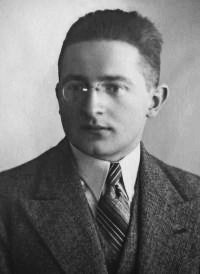

마리안 아담 레예프스키(폴란드어: Marian Adam Rejewski, 1905년 8월 16일 ~ 1980년 2월 13일)는 예지 루지츠키, 헨리크 지갈스키와 함께 세계 제2차 대전에 기여했던 폴란드의 수학자이다.
1929년 포즈난 대학교에서 수학을 공부하는 동안 레예프스키는 1932년 9월 폴란드 군참모본부의 암호국이 진행 한 비밀 암호 과정에 참석했었다.
1932년, 세 명의 젊은 학자들인 마리안 레예프스키, 예지 루지츠키와 헨리크 지갈스키는 폴란드 암호국과의 협력작업을 통해 독일군의 암호 기계인 에니그마(Enigma)의 암호를 해독한 바 있다. 독일군은 이러한 암호 해독에 대한 기능을 무효화 시키기위해 계속해서 이 에니그마 기계를 발전시켰다. 이들은 에니그마(Enigma) 메시지를 정기적으로 해독하기 위해 연속적으로 기술을 개발했다. 그의 공헌에는 특히 유도된 암호학적 카드 카탈로그가 포함되어있다.
7년후 1939년 폴란드는 에니그마에 대한 정보를 연합군에게 전달하였다. 전쟁이 발발한 후 에니그마 기계 두 대를 가지고 세 수학자들은 루마니아로 대피했고, 이후 프랑스로 피했다. 이들 덕택에 영국인 앨런 튜링은 에니그마의 신호를 해독할 수 있는 빠르고 정확한 해독 기계인 콜로서스를 만들어낼 수 있었다.
전쟁 후, 레예프스키는 폴란드에서 가족과 재결합하여 회계사로 일했다. 20년 동안 그는 소련이 지배하는 폴란드의 상황하에서 주의를 끌지않으려고 전쟁 전과 전쟁 중의 비밀 작전에 대해 침묵했다. 그는 1967년 폴란드 군사 역사 연구소에서 암호국에서의 일을 회고했다. 그는 심장 마비로 74 세의 나이로 사망했고 바르샤바에 있는 포봉즈키 군 공동묘지에 전공 예우로 안장되었다.

## 같이 보기
- 튜링 머신

## 참고
- 주한 폴란드 대사관 - 위인과 노벨상 수상자
- (Kozaczuk, Władysław ,1984), Kasparek, Christopher, ed., Enigma: How the German Machine Cipher Was Broken, and How It Was Read by the Allies in World War Two, Frederick, MD: University Publications of America, ISBN 0-89093-547-5. (The standard reference on the Polish part in the Enigma-decryption epic. This English-language book is substantially revised from the Polish-language Kozaczuk (1979), with additional documentation, including many substantive chapter notes and papers by, and interviews with, Marian Rejewski)